# 聖斯德望日
聖斯德望日（英語：St. Stephen's Day）是一個基督宗教節日，紀念聖斯德望。

## 历史
在西方基督教中，聖斯德望日是12月26日。東方基督教中，聖斯德望日則是12月27日。在阿爾薩斯、奧地利、巴利阿里群島、波赫、加泰羅尼亞、克羅埃西亞、捷克、丹麥、愛沙尼亞、芬蘭、德國、愛爾蘭、義大利、盧森堡、馬其頓、蒙特內哥羅、摩塞爾、挪威、波蘭、羅馬尼亞、塞爾維亞、斯洛伐克、斯洛文尼亞和瑞典，聖斯德望日是公共假日。

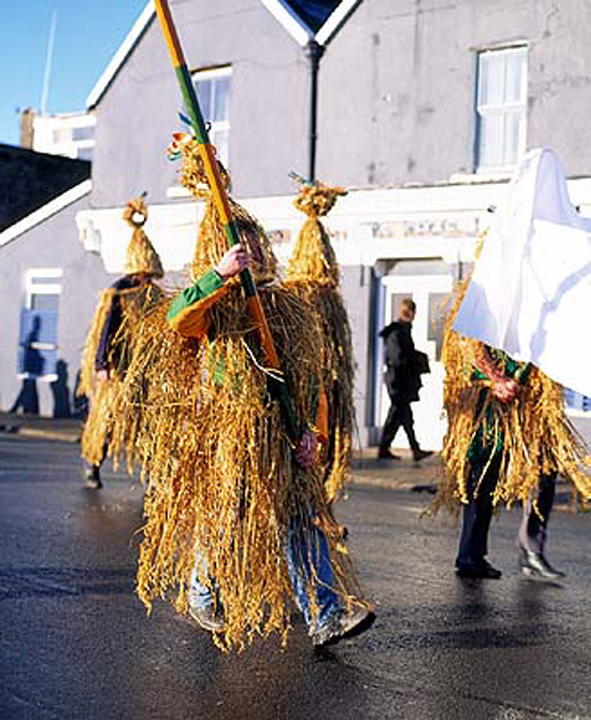
爱尔兰人庆祝节日

## 外部連結
- St. Stephen's Day （页面存档备份，存于） at IrishFestivals.net （页面存档备份，存于）
- The Weird Side of St. Stephen's day in Ireland & Elsewhere (Fustar.info)